# Monture Konica AR
La monture d'objectif à baïonnette Konica AR a été introduite en 1965 avec la gamme d'appareils reflex mono-objectifs au format 35 mm Konica Autoreflex (en) (Autorex sur le marché japonais), en même temps qu'une gamme d'objectifs. Elle possède un tirage mécanique relativement faible de 40,50 mm pour un appareil reflex au format 35 mm. Son diamètre interne est de 47 mm. La distance focale des objectifs Konica Hexanon allait de 21 mm à 1000 mm ; au début, un zoom, le 47-100mm f3.5 Hexanon AR-H, était proposé,. La gamme d'appareils reflex à monture Konica AR a été abandonnée fin 1988.

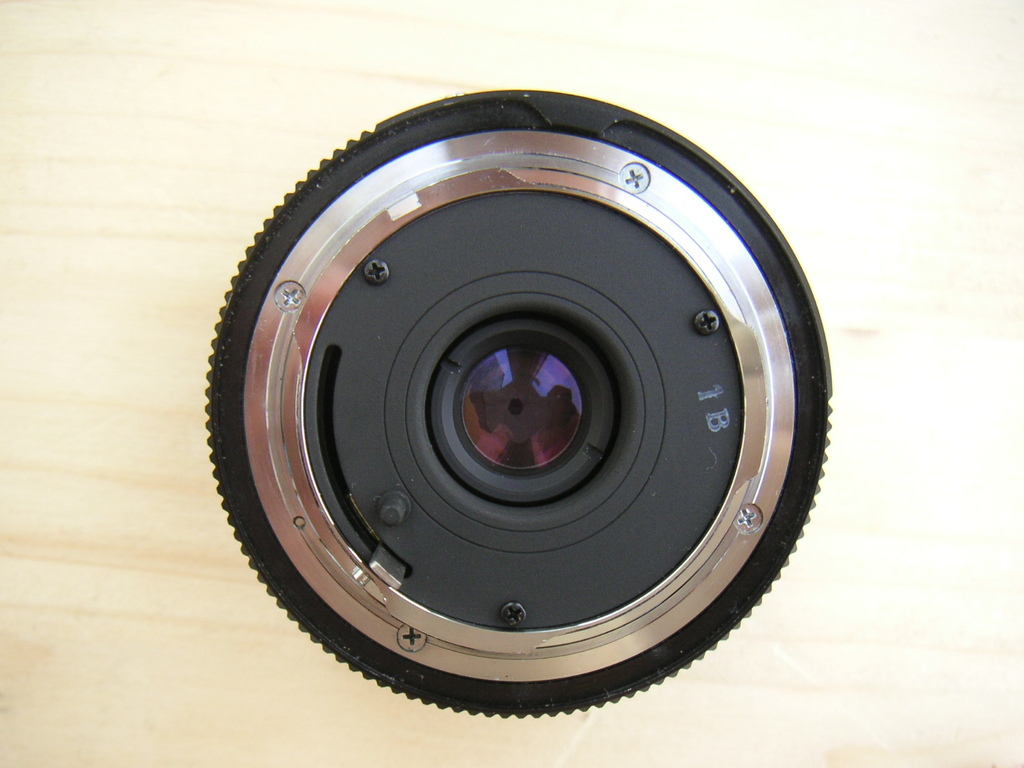
Monture AR de l'Hexanon 3.5/28 mm
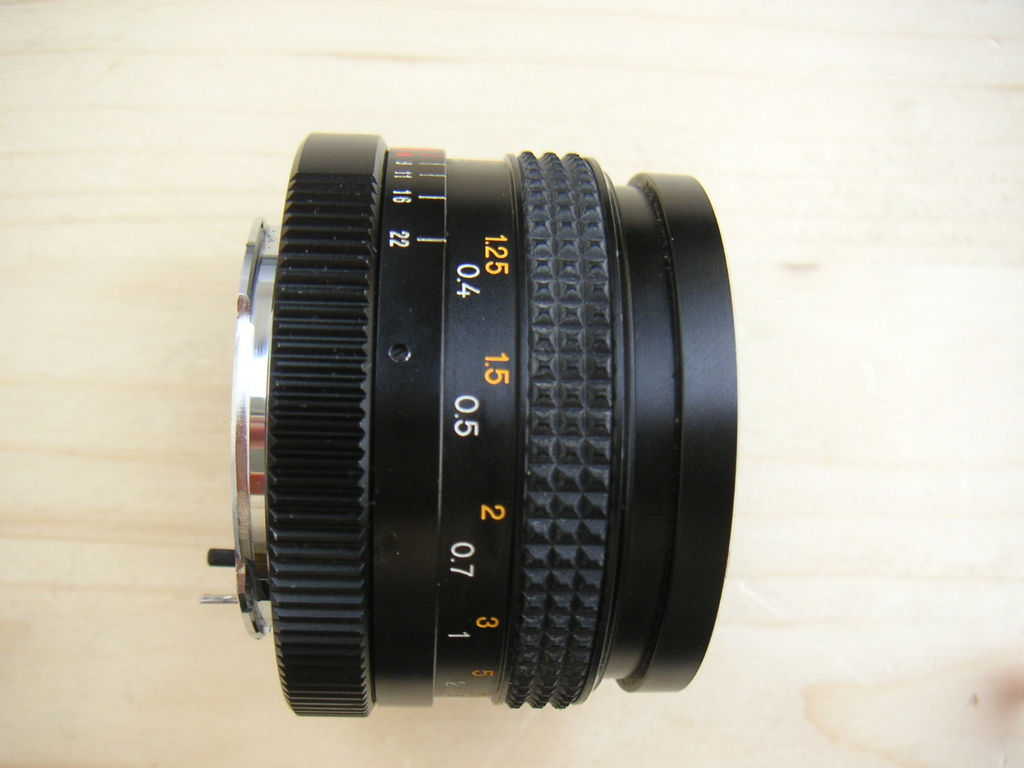
Monture AR (vue latérale de l'Hexanon 3.5/28 mm)
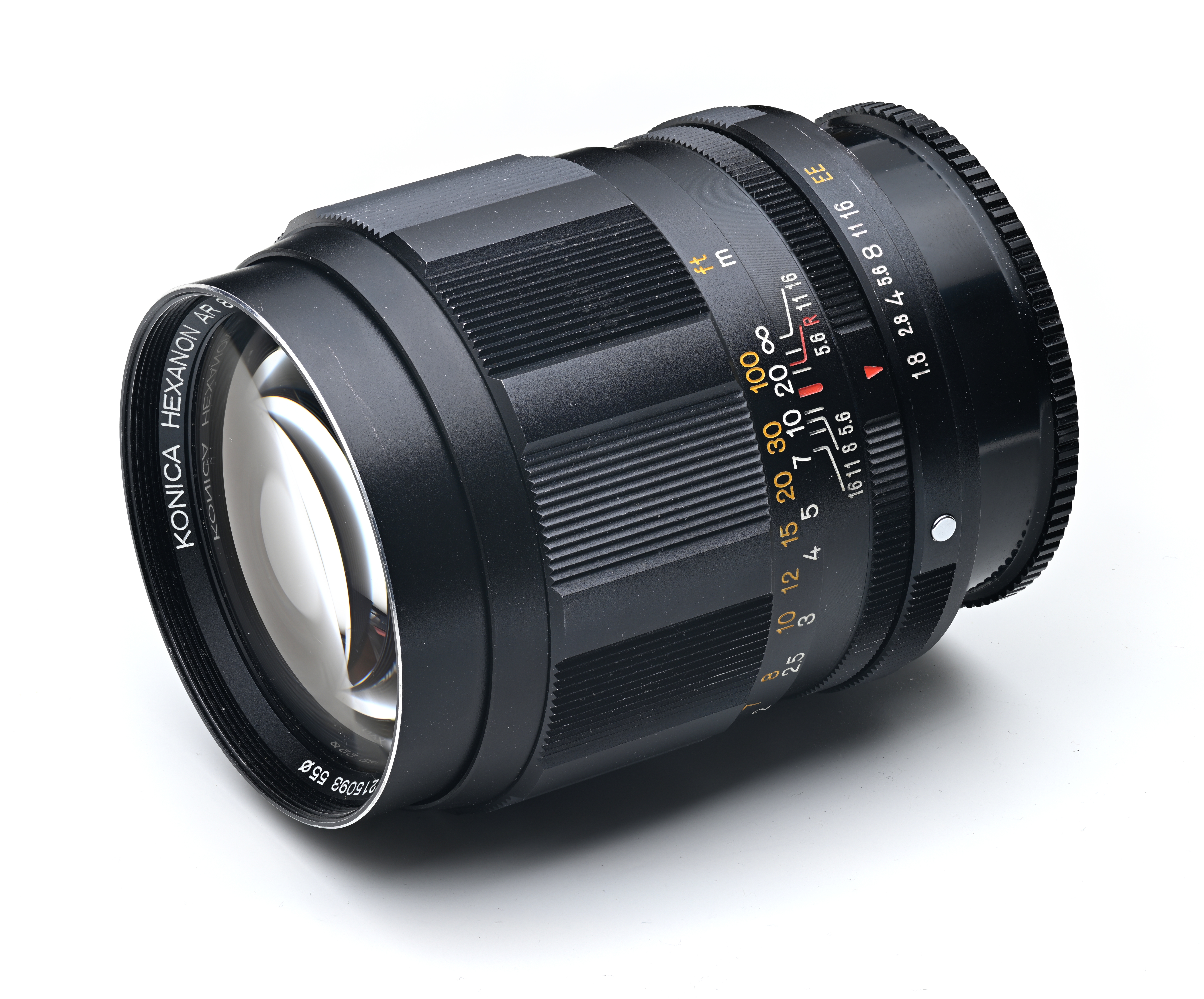
Objectif Hexanon AR 85/1.8
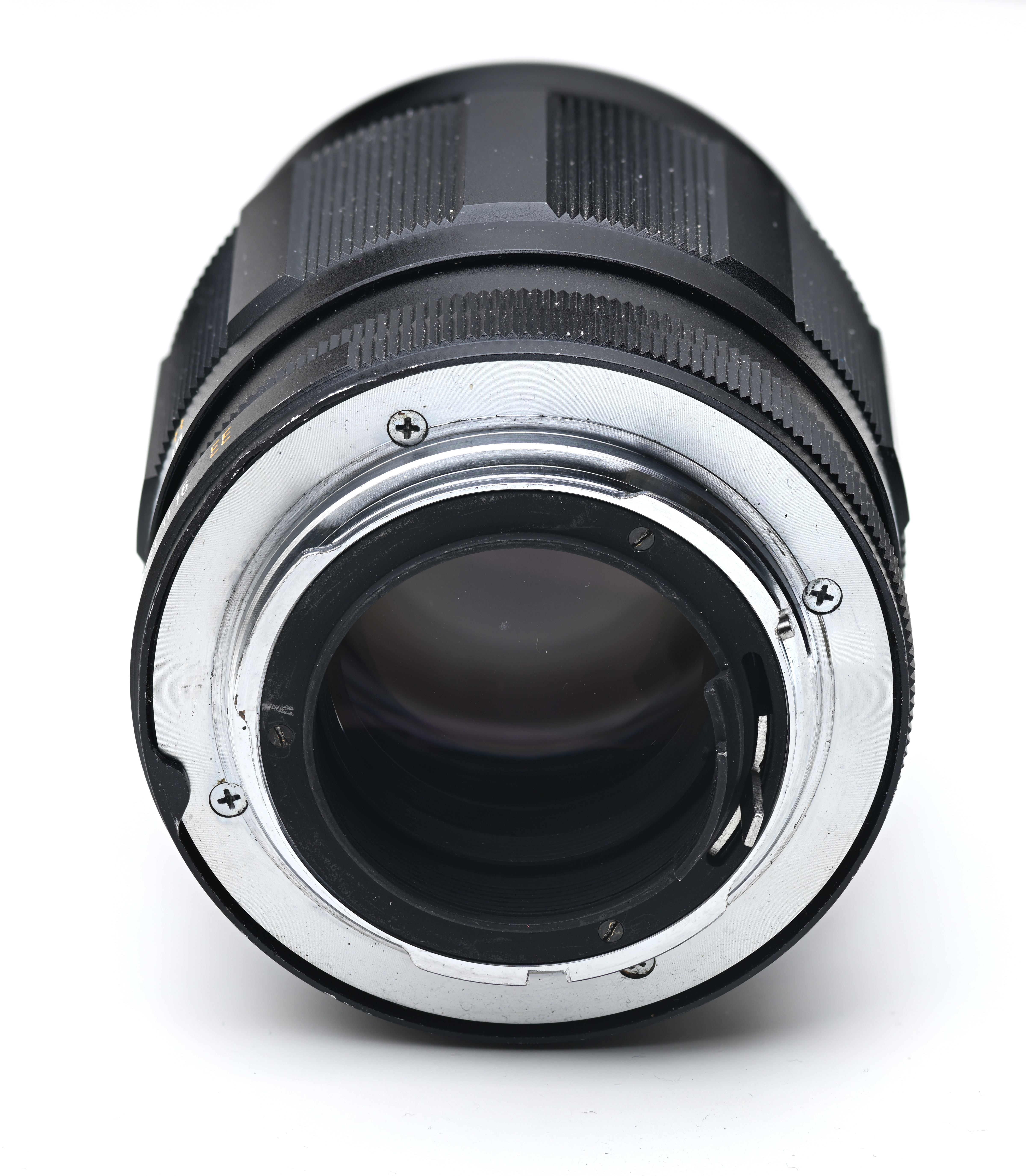
Monture AR de l'Hexanon 85/1.8